# Haltere la Jocurile Olimpice de vară din 2016 - masculin +105 kg
Proba de haltere categoria +105 de kg masculin de la Jocurile Olimpice de vară din 2016 de la Rio de Janeiro a avut loc la data de 16 august, la Pavilionul 2 al Riocentro.

## Recorduri
Înaintea acestei competiții, recordurile mondiale și olimpice erau următoarele.
| Recorduri mondiale | Smuls   | Behdad Salimi (IRI)     | 214 kg   | Paris, Franța     | 13 noiembrie 2011  |
| Recorduri mondiale | Aruncat | Hossein Rezazadeh (IRI) | 263,5 kg | Atena, Grecia     | 25 august 2004     |
| Recorduri mondiale | Total   | Hossein Rezazadeh (IRI) | 472 kg   | Sydney, Australia | 26 septembrie 2000 |
| Recorduri olimpice | Smuls   | Hossein Rezazadeh (IRI) | 212 kg   | Sydney, Australia | 26 septembrie 2000 |
| Recorduri olimpice | Aruncat | Hossein Rezazadeh (IRI) | 263,5 kg | Atena, Grecia     | 25 august 2004     |
| Recorduri olimpice | Total   | Hossein Rezazadeh (IRI) | 472 kg   | Sydney, Australia | 26 septembrie 2000 |

## Rezultate
| Loc | Atlet                        | Grupa | Greutatea corpului | Smuls (kg) | Smuls (kg) | Smuls (kg) | Smuls (kg) | Aruncat (kg) | Aruncat (kg) | Aruncat (kg) | Aruncat (kg) | Total      |
| Loc | Atlet                        | Grupa | Greutatea corpului | 1          | 2          | 3          | Rezultat   | 1            | 2            | 3            | Rezultat     | Total      |
| --- | ---------------------------- | ----- | ------------------ | ---------- | ---------- | ---------- | ---------- | ------------ | ------------ | ------------ | ------------ | ---------- |
| 1   | Lasha Talakhadze (GEO)       | A     | 157.34             | 205        | 210        | 215        | 215 RM     | 242          | 247          | 258          | 258          | 473 RM, RO |
| 2   | Gor Minasyan (ARM)           | A     | 143.67             | 200        | 207        | 210        | 210        | 236          | 241          | 241          | 241          | 451        |
| 3   | Irakli Turmanidze (GEO)      | A     | 135.58             | 197        | 203        | 207        | 207        | 228          | 235          | 241          | 241          | 448        |
| 4   | Ruben Aleksanyan (ARM)       | A     | 151.64             | 186        | 193        | 195        | 195        | 245          | 254          | 254          | 245          | 440        |
| 5   | Fernando Reis (BRA)          | A     | 154.58             | 190        | 195        | 195        | 195        | 240          | 245          | 247          | 240          | 435        |
| 6   | Rustam Djangabaev (UZB)      | B     | 145.88             | 185        | 190        | 195        | 195        | 230          | 237          | 237          | 237          | 432        |
| 7   | Mart Seim (EST)              | A     | 149.10             | 187        | 187        | 191        | 187        | 243          | 250          | 255          | 243          | 430        |
| 8   | Jiří Orság (CZE)             | A     | 127.27             | 185        | 190        | 191        | 185        | 230          | 240          | 243          | 240          | 425        |
| 9   | Almir Velagić (GER)          | A     | 149.17             | 188        | 192        | 192        | 188        | 232          | 240          | 242          | 232          | 420        |
| 10  | Péter Nagy (HUN)             | B     | 158.86             | 182        | 188        | 193        | 193        | 218          | 227          | 234          | 227          | 420        |
| 11  | Sardorbek Dustmurotov (UZB)  | B     | 109.79             | 170        | 175        | 179        | 179        | 225          | 232          | 240          | 232          | 411        |
| 12  | Aliksei Mzhachyk (BLR)       | B     | 135.60             | 180        | 187        | 187        | 187        | 215          | 220          | 224          | 224          | 411        |
| 13  | Walid Bidani (ALG)           | B     | 123.46             | 180        | 185        | 190        | 190        | 210          | 211          | 220          | 220          | 410        |
| 14  | Fernando Salas (ECU)         | B     | 162.50             | 171        | 181        | 184        | 184        | 211          | 221          | —            | 221          | 405        |
| 15  | Man Asaad (SYR)              | B     | 143.42             | 180        | 187        | 187        | 180        | 220          | 233          | 233          | 220          | 400        |
| 16  | Alexej Prochorow (GER)       | B     | 138.31             | 180        | 185        | 185        | 180        | 207          | 215          | 220          | 215          | 395        |
| 17  | Igor Olshanetskyi (ISR)      | B     | 129.54             | 160        | 165        | 170        | 165        | 200          | 206          | 207          | 207          | 372        |
| 18  | Ondrej Krúžel (SVK)          | B     | 118.64             | 160        | 165        | 170        | 165        | 200          | 200          | 206          | 206          | 371        |
| 19  | Ihor Shymechko (UKR)         | B     | 129.75             | 170        | 175        | 175        | 170        | 190          | 195          | 200          | 195          | 365        |
| —   | Behdad Salimi (IRI)          | A     | 169.79             | 206        | 211        | 216        | 216 RM     | 245          | 245          | 245          | —            | —          |
| —   | Chen Shih-chieh (TPE)        | B     | 151.66             | 185        | 193        | 193        | 185        | 235          | 235          | 235          | —            | —          |
| —   | Ahmed Mohamed (EGY)          | A     | 143.88             | 185        | 190        | 192        | 190        | —            | —            | —            | —            | —          |
| —   | Hojamuhammet Toychiyev (TKM) | A     | 144.71             | 193        | 193        | 193        | —          | —            | —            | —            | —            | —          |